# ناحیه ورنن، شهرستان ترامبل، اوهایو
ناحیه ورنن، شهرستان ترامبل، اوهایو (به انگلیسی: Vernon Township, Trumbull County, Ohio) یک مکان مسکونی در ایالات متحده آمریکا است که در شهرستان ترامبل، اوهایو واقع شده‌است.

## خصوصیات
ناحیه ورنن ۶۸٫۱ کیلومترمربع مساحت و ۱٬۷۶۵ نفر جمعیت دارد و ۳۰۹ متر بالاتر از سطح دریا واقع شده‌است.